# Хто бачив її смерть?
Хто бачив її смерть? (італ. Chi l'ha vista morire?) — італійський фільм у жанрі джалло 1972 року режисерів Альдо Ладо і Вітторіо Де Сісті, з Анітою Стріндберг і Джорджем Лейзенбі в головних ролях. Лейзенбі та Стріндберг грають батьків вбитої дівчини, які переслідують її вбивцю в чорній мантії по всій Венеції. У фільмі «Хто бачив її смерть?» звучить музика Енніо Морріконе, а гра Лейзенбі отримала схвальні відгуки.

## Сюжет
На французькому гірськолижному курорті молода дівчина відлучається від своєї опікунки, і її вбиває вбивця в чорній вуалі, який ховає її тіло в снігу. Роки потому іншу молоду дівчину, Роберту Серп'єрі, знаходять утопленою у Венеції після викрадення тим самим вбивцею. Її розлучені батьки, скульптор Франко та Елізабет, намагаються з'ясувати, що сталося з їхньою донькою.

## Акторський склад
- Джордж Лейзенбі — Франко Серп'єрі
- Аніта Стріндберг — Елізабет Серп'єрі
- Адольфо Челі — Серафіан
- Домінік Бошеро — Джиневри Стореллі
- Пітер Шатель — Філіп Вернон
- П'єро Віда — журналіст
- Хосе Куальо — Боналуті
- Алессандро Хабер — отець Джеймс
- Ніколетта Ельмі — Роберта Серп'єрі
- Розмарі Ліндт — Габріелла
- Джованні Форті Росселлі — Франсуа Русселя
- Сандро Грінфан — інспектор Де Донаті

## Виробництво
Сценарій фільму «Хто бачив її смерть?» написали Массімо Д'Авак, Франческо Баріллі, Альдо Ладо та Рюдіґер фон Шпіс; режисерами виступили Ладо та Вітторіо Де Сісті. Музику до фільму написав Енніо Морріконе, чия партитура була видана окремо у 1972 році.
Фільм знімався на натурі у Венеції; одна зі сцен погоні була знята на борошномельному заводі Моліно Стакі, занедбаній будівлі, яка пізніше була відремонтована під готель «Хілтон» у 2008 році.
В італійській та англійській версіях голос Лейзенбі дублюють інші актори. Італійські фільми рідко знімалися з придатним для використання звуком і дублювалися на етапі постпродакшну. Для англійської версії роль Лейзенбі озвучив американський актор Майкл Форест.

## Дистрибуція
Через делікатний сюжет фільм був заборонений до перегляду особам, які не досягли 18 років. Він вийшов на екрани італійських кінотеатрів 12 травня 1972 року.
Він відомий під міжнародною назвою «Хто бачив, як вона померла?».